# Les Armes de la lumière
Les Armes de la lumière (titre original : The Armour of Light) est un roman historique de Ken Follett, écrit en 2023 et publié en français en 2023.
Le roman s'inscrit dans la saga Kingsbridge qui comporte 5 ouvrages à ce jour. Il plonge le lecteur dans la fin du XVIIIe siècle au sein de la ville fictive de Kingsbridge en suivant plusieurs personnages à l'heure de la révolution industrielle en pleine guerre contre la France révolutionnaire et la montée de Napoléon Bonaparte au pouvoir.`